# 釜林事件
釜林事件（ふりんじけん、プリムじけん、朝鮮語: 부림 사건）は、1981年に大韓民国の釜山で発生した、大学生や社会活動家たちが拘留され、尋問された事件。22人の被告のうち19人に1年から7年の有期懲役の判決が下されたが、事件の中では逮捕した上での自白の強要があったとされる。
「釜林事件」という名称は、同時期にソウルで行われた同様の捏造弾圧事件である学林事件を踏まえた「釜山学林事件」の意味である。

## 事件の経過
1980年、大韓民国の学生運動が光州事件によって爆発した後、全斗煥の独裁政府は、「赤色分子」（共産主義分子）を取り締まるとして、社会活動家たちを捕えた。1981年9月，釜山の警察当局は、逮捕令状の提示もないまま、釜山読書連合会のメンバー22名を不法に拘禁したが、その罪名は、有害書籍を回覧し不法集会を組織した国家保安法の違反のほか、戒厳法違反、集会および示威に関する法律違反であった。当時、税務弁護士であった盧武鉉（後の大韓民国第16代大統領）は、金光一（朝鮮語: 김광일_(1939년)）、文在寅とともに、学生たちの無料弁護士を担当して、学生たちが拷問によって自白を強いられる状況で罪を認めたことや、公安当局による証拠が偽造であることを、証拠を示して主張したが、それでも法廷は被告22名のうち19名に1年から7年の懲役という判決を下した。この事件は、盧武鉉の人生の転換点となり、彼は税務弁護士から転じて、政治運動に関わり始めた。

## 名誉回復
1999年，この事件の被告人たちのうち11名が求めた再審の裁判では、国家保安法違反容疑を除く戒厳法違反などの容疑についてだけ無罪が宣告された。
2012年，この事件の被告人たちのうち5名が、釜山地方裁判所に再審請求を提出した。
2014年2月13日、釜山地方裁判所は、33年ぶりに釜林事件に対する再審を行い、5人の被告人に無罪判決を言い渡し、かつての法廷は被告人たちが告発に対して包み隠さず自供したものと考えていたが、調査の結果、被告人たちが警察に長期間拘禁される中で仕方なく罪を認めたことが明らかになり、またかつての法廷は被告人たちが国家保安法に違反したと判断したが、国家の安全や、自由と民主の秩序に対して危害をもたらしたことはなかったとした。

## 事件に取材した映画
2013年の映画『弁護人』は、この事件に取材したものであり、ソン・ガンホが演じている主人公は盧武鉉をモデルにしている。大韓民国では、1100万人の観客を動員した。